# Ruta 2 (Bolivien)
Die Ruta 2 ist eine Nationalstraße im südamerikanischen Andenstaat Bolivien.

## Streckenführung
Die Ruta 2 hat eine Länge von 155 Kilometern und durchquert den nördlichen Teil des bolivianischen Altiplano von Westen nach Osten, von der peruanischen Grenze am Südwestrand des Titicacasees bis zur Regierungsmetropole La Paz. Die Straße liegt dabei in ihrer gesamten Länge im Departamento La Paz. Sie beginnt im Nordwesten bei der Grenzstadt Khasani, überquert nach 48 Kilometern die Straße von Tiquina, die den Nord- und Südteil des Titicacasees miteinander verbindet, und endet im Südosten in La Paz.
Die Ruta 2 ist in ihrer gesamten Länge asphaltiert und von La Paz bis Huarina doppelspurig ausgebaut.

## Geschichte
Die Straße ist mit Dekret 25.134 vom 31. August 1998 zum Bestandteil des bolivianischen Nationalstraßennetzes „Red Vial Fundamental“ erklärt worden.

## Streckenabschnitte

### Departamento La Paz
- km 0: Khasani
- km 8: Copacabana
- km 48: San Pedro de Tiquina
- Straße von Tiquina
- km 49: San Pablo de Tiquina
- km 85: Huarina
- km 105: Batallas
- km 112: Palcoco
- km 118: Patamanta
- km 125: Villa Vilaque
- km 142: El Alto
- km 155: La Paz